# Deinopa erecta
Deinopa erecta là một loài bướm đêm trong họ Erebidae.